# إم-302
صاروخ M-302 هو صاروخ من إنتاج سوري، ويعتبر تقليداً لصاروخ صيني مماثل يطلق عليه WS-2 وكان قد أطلق باتجاه إسرائيل للمرة الأولى خلال الحرب العدوانية الأخيرة على لبنان (حرب تموز) عام 2006 من قبل حزب الله، وأطلق عليه في حينه خيبر-1.

شحنة صواريخ M-302

## المواصفات الفنية
هو جزء من سلسلة صواريخ ذات أمداء متغيرة، تتراوح ما بين 90 وحتى 200 كيلومتر، وهي قادرة على حمل رؤوس متفجرة بزنة عشرات الكيلوغرامات، وقد تصل إلى 145 كيلوغراما.
والصاروخ غير مجهّز بنظام تحديد المواقع (جي بي إس) أو بوسائل توجيه أخرى، ولذلك فالدقّة غير كبيرة ومن المتوقّع أن ينحرف بنحو كيلومتر واحد عن الهدف. 
وبحسب مصادر استخباراتية إسرائيلية فإنه خلافا لـ"الصواريخ الغزية"، التي يصل مداها إلى 80 كيلومترا المطلقة من قطاع غزة ويتم إنتاجها هناك، فإن صاروخ أم 302 يعتبر أكثر دقة، ويمكن تخزينه لمدة زمنية أطول.

## وصلات خارجية
- Israel Missile Defense Association